# Felix Thürlemann
Felix Thürlemann (* 18. August 1946 in St. Gallen) ist ein Schweizer Kunstwissenschaftler und war bis zu seiner Emeritierung Professor für Kunstwissenschaft an der Universität Konstanz. 

## Leben und Wirken
Felix Thürlemann studierte französische Sprache und Literatur sowie lateinische und mittellateinische Literatur an den Universitäten Zürich und Besançon sowie an der Pariser École pratique des hautes études. 1973 wurde er mit einer Arbeit zu Gregor von Tours promoviert. Es schlossen sich Postgraduate Studies in Semiotik und Kunstgeschichte an der Pariser École pratique des Hautes Études an. Dort arbeitete er bei Algirdas Julien Greimas an einer allgemeinen semiotischen Erzähltheorie mit. Diese Forschungen haben seinen bildtheoretischen Ansatz nachhaltig geprägt.
Nach zwei Jahren Unterricht an Zürcher Gymnasien war er von 1978 bis 1981 Assistent für französische Literatur an der Universität Zürich. 1979 wurde er mit einer kunstwissenschaftlich-semiotischen Arbeit zu Paul Klee an der Pariser Universität Sorbonne promoviert. Von 1981 bis 1984 schlossen sich Forschungsaufenthalte in New York (Institute of Fine Arts) und Rom (Schweizerisches Institut) an. 1985 folgte die Habilitation für das Fach Kunstgeschichte an der Universität Zürich mit einer Arbeit über Kandinsky. Nach Lehraufträgen an den Universitäten Genf, Zürich und Basel nahm er einen Ruf auf die Professur für Kunstwissenschaft/Kunstgeschichte an der Universität Konstanz an, wo er von 1987 bis 2014 lehrte.
Felix Thürlemann hat über ein breites Spektrum an kunsthistorischen Gegenständen gearbeitet und publiziert. Seine Forschungsschwerpunkte liegen auf dem Gebiet der visuellen Semiotik als Bedeutungsanalyse der bildenden Kunst, der frühniederländischen Malerei, der Geschichte visueller Medien (Karte, Fotografie), der Diagrammatik sowie der Theorie und Geschichte des hyperimage.
Anlässlich des 65. Geburtstags von Felix Thürlemann erschien die Festschrift Pendant Plus. Praktiken der Bildkombinatorik, die Thürlemanns Begriff des hyperimage aufnimmt, um ihn in verschiedenen disziplinären Perspektiven weiterzuentwickeln.
Felix Thürlemann lebt in Zürich, ist verheiratet mit der Kulturjournalistin Barbara Basting und hat zwei Kinder.

## Publikationen (Bücher)
- Der historische Diskurs bei Gregor von Tours. Topoi und Wirklichkeit. Peter Lang, Bern 1974, ISBN 3-261-01328-1.
- Paul Klee. Analyse sémiotique de trois peintures. Éditions l’Age d’Homme, Lausanne 1982.
- Kandinsky über Kandinsky. Der Künstler als Interpret eigener Werke. Benteli, Bern 1986, ISBN 3-85918-054-1.
- Mantegnas Mailänder Beweinung. Die Konstitution des Betrachters durch das Bild. UVK, Konstanz 1989, ISBN 3-87940-360-0.
- Vom Bild zum Raum. Beiträge zu einer semiotischen Kunstwissenschaft, DuMont, Köln 1990. ISBN 3-7701-2361-1.
- Robert Campin: Das Mérode-Triptychon. Ein Hochzeitsbild für Peter Engelbrecht und Gretchen Schrinmechers aus Köln. Fischer Taschenbuch Verlag, Frankfurt am Main 1997, ISBN 3-596-12418-2.
- (hrsg. mit Monika Küble): Francesco Borromini, Opus Architectonicum. Erzählte und dargestellte Architektur. Sulgen/Zürich 1999, ISBN 978-3-7212-0376-9.
- (hrsg. mit Christiane Kruse): Porträt – Landschaft – Interieur. Jan van Eycks Rolin-Madonna im ästhetischen Kontext. Narr, Tübingen 1999, ISBN 3-8233-5703-4.
- (hrsg. mit Gerhart von Graevenitz und Stefan Rieger): Die Unvermeidlichkeit der Bilder. Narr, Tübingen 2001, ISBN 3-8233-5706-9.
- Robert Campin. Eine Monographie mit Werkkatalog. Prestel, München 2002, ISBN 3-7913-2807-7.
  - englische Ausgabe: Robert Campin. A Monograph with Critical Catalogue. Prestel, München, New York 2002, ISBN 978-3-7913-2778-5.
- Rogier van der Weyden. Leben und Werk. C. H. Beck, München 2002, ISBN 978-3-406-53592-5.
- Dürers doppelter Blick. UVK, Konstanz 2008, ISBN 978-3-87940-816-0.
- (mit Steffen Bogen): Rom. Eine Stadt in Karten von der Antike bis heute. Primus, Darmstadt 2009, ISBN 978-3-89678-661-6.
- (hrsg. mit David Ganz): Das Bild im Plural. Mehrteilige Bildformen zwischen Mittelalter und Gegenwart. Reimer, Berlin 2009, ISBN 978-3-496-01426-3.
- (mit Bernd Stiegler): Meisterwerke der Fotografie. Philipp Reclam jun. Verlag, Stuttgart 2011, ISBN 978-3-15-018763-0.
- (hrsg. mit Bernd Stiegler): Lichtmaler. Kunst-Photographie um 1900. Arnold, Stuttgart 2011, ISBN 978-3-89790-026-4.
- (hrsg. mit Bernd Stiegler): Das subjektive Bild. Texte zur Kunstphotographie um 1900. Wilhelm Fink Verlag, München 2012, ISBN 978-3-7705-5232-0.
- Mehr als ein Bild. Für eine Kunstgeschichte des ‚hyperimage‘, Wilhelm Fink Verlag, München 2014, ISBN 978-3-7705-5606-9.
- (hrsg. mit Michael Hagner und Bernd Stiegler): Charles Nègre. Selbstporträt im Hexenspiegel. Wilhelm Fink Verlag, Paderborn 2014, ISBN 978-3-7705-5716-5.
- (hrsg. mit Bernd Stiegler): Orientbilder. Fotografien 1850–1910. weissbooks, Frankfurt am Main 2015, ISBN 978-3-86337-037-4.
- Das Haremsfenster. Zur fotografischen Eroberung Ägyptens im 19. Jahrhundert. Wilhelm Fink Verlag, Paderborn 2016, ISBN 978-3-7705-6047-9.
- (als Hrsg.): Venedig – Florenz – Neapel. Ein fotografisches Reisealbum, 1877. weissbooks, Frankfurt am Main 2017, ISBN 978-3-86337-116-6.
- Wilde Natur – primitives Leben. Die gemalte Anthropologie des Cornelis van Dalem. Konstanz University Press, Konstanz 2023. ISBN 978-3-8353-9160-4
- Bildersuche. Wagenbach, Berlin 2024, (Reihe Digitale Bildkulturen), ISBN 978-3-8031-3748-7.